# جيوفري تايلور
جيوفري تايلور هو مجدف كندي، ولد في 4 فبراير 1890 في تورونتو في كندا، وتوفي في 25 أبريل 1915 في يبر في بلجيكا.

## وصلات خارجية
- جيوفري تايلور على موقع الاتحاد الدولي للتجديف (الإنجليزية)
- جيوفري تايلور على موقع اللجنة الأولمبية الدولية (الإنجليزية)
- جيوفري تايلور على موقع أوليمبيديا (الإنجليزية)